# Gunnar Berg
Gunnar Berg   (Svolvær, 21 de maig de 1863 - Berlín, 23 de desembre de 1893) va ser un pintor noruec, conegut per les seves pintures de les seves Lofoten natal. Principalment va pintar escenes memorables de la vida quotidiana dels pescadors locals.

## Fons
Gunnar Berg va néixer a Svinøya a Svolvær a Lofoten, comtat de Nordland, Noruega. Va ser el més gran de 12 germans nascuts d'un terratinent i comerciant ric, Lars Thodal Walnum Berg (1830-1903) i Lovise Johnsen (1842-1921). Des de 1875 fins a 1881, va assistir a l'escola de la catedral de Trondheim, i també va prendre classes particulars de dibuix i pintura de l'artista HJ Nicolaysen. Més tard va assistir a una escola de comerç a Bergen. Primer va ser emprat com a comerciant. Més tard va estudiar per convertir-se en artista.

## Biografia
Gunnar Berg va estudiar per primera vegada a l'acadèmia d'art de Düsseldorf, Alemanya. Des de 1883 fins a la seva mort, Gunnar Berg va estudiar i treballar a Düsseldorf i Berlín, associat a l'escola de pintura de Düsseldorf. Durant la temporada de pesca de Lofoten, Berg es trobava a casa a Svolvær. Amb l'ajuda dels seus pares, va construir un estudi a Svinøya. Quan va estar a Lofoten, va tenir una bona col·laboració amb el seu també pintor Otto Sinding.
Berg va pintar escenes de la seva ciutat natal, incloent paisatges i paisatges marins. Els pescadors, les muntanyes i el mar, tant a l'estiu com a l'hivern, eren els temes principals del seu art.
Entre les seves pintures més significatives es troben Fra Vaterfjord (1886), que ara s'exhibeix a l'Ajuntament de Svolvær i Trollfjordslaget (1890), que es troba a la galeria Gunnar Berg de Svolvær. Fra Vaterfjord es data entre 1886 i 1893. La pintura mostra vaixells Nordland durant una pausa a la pesca. Al fons hi ha un vaixell de vapor que probablement està comprant peix per transportar-lo cap al sud.
Trollfjordslaget representa la batalla de Trollfjord que es va lliurar el 1890. La Batalla de Trollfjord (Slaget i Trollfjorden) es va lliurar entre els propietaris de grans vaixells de vapor i alguns Lofotfisherman pel control de la pesca local.
Trollfjordslaget va ser l'última obra important de Gunnar Berg. El 1891 es va descobrir que tenia càncer en una cama que li van haver d'amputar. La seva salut s'estava debilitant i durant la tardor de 1893 va patir una pneumònia.
Gunnar Berg va morir a Berlín el 1893. La seva tomba es troba a la capella de la família a l'illa de Gunnarholmen a Svolvaer. S'hi va erigir un bust el 1994.

## Galeria

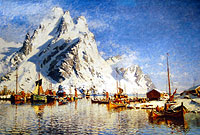
Svolvær
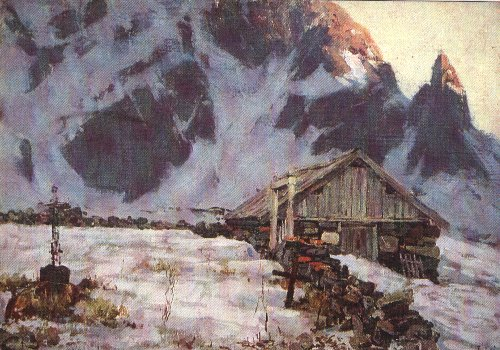
Reine kirkegård
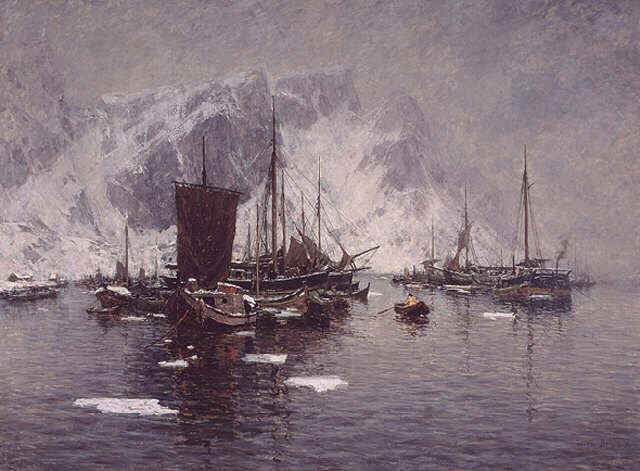
Fiskebåter ved Reine
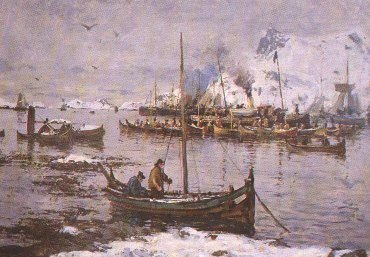
Fra Svolvær i Lofoten